# 上田と女が吠える夜
『上田と女が吠える夜』（うえだとおんながほえるよる）は、日本テレビ系列で2022年4月6日から毎週水曜 21:00 - 21:54にレギュラー放送されているバラエティ番組。上田晋也の冠番組。
レギュラー放送開始前までは、2017年より特別番組として不定期に放送されていた。

## 概要
「女とは、女が許せない生き物である－。」をコンセプトにした番組。女性に対して物申したいことがある女性芸能人がスタジオに集まり、嫌いな女性を一刀両断する。
『ニノさん』で2016年12月4日・12月11日（レギュラー版）と2017年4月9日22:30 - 23:25（スペシャル版）に放送された企画「女が嫌いな女たち」が元になっている。
当初の番組タイトルは『女が女に怒る夜』（おんながおんなにいかるよる）だったが、2021年10月以降の放送分から現在のタイトルに改題されている。
2023年8月26日 - 27日に放送の『24時間テレビ 「愛は地球を救う」46』では、深夜帯のバラエティ企画の後半部として『上田と女が朝まで吠える夜』を放送。上田は2021年度に放送の『最強メダリスト集結!想い〜ガチ対決で世界は変わるSP』以来にMCを務める。また、翌年の『24時間テレビ47 愛は地球を救うのか?』では、『上田と女とオリンピアンが吠えるア〜ンドやす子を応援する夜』を放送した。因みに2024年は、レギュラーの1人であるMEGUMIは出演しなかった。
2023年4月19日放送分から半年間は21:54 - 22:00に延長戦を放送していたが、関東ローカルでの放送となっていた。その期間、スタッフロールは2時間SPの時しか全国ネットで流れなくなり、通常放送の時は関東ローカルでしか流れていなかった。
2024年には、初めて元日18:00 - 21:00に『笑う女には福来る!新春3時間SP』が放送される予定だったが、能登半島地震の影響で放送延期され、その後、1月17日19:00 - 21:54の枠で放送され、6分短縮となった。また、本来上田はテレビ朝日で20:00 - 20:54の『くりぃむクイズ ミラクル9』に出演しているが、この日は休止だったため、裏かぶりは回避された。
2025年には、初めて元日18:00 - 21:00に『笑う女には福来る!新春3時間SP』が放送された。

## 出演者

### MC
- 上田晋也（くりぃむしちゅー）

### レギュラーメンバー
- 大久保佳代子（オアシズ）
- いとうあさこ
- MEGUMI
- 若槻千夏
- ファーストサマーウイカ

## 放送日時・ゲスト

### パイロット版
| タイトル            | 回数  | 放送日時                      | 見届け人                                  | 怒れる女 |
| ------------------- | ----- | ----------------------------- | ----------------------------------------- | --- |
| 女が女に 怒る夜     | 第1回 | 2017年12月27日 23:59 - 0:54   | 溝端淳平                                  | 大久保佳代子（オアシズ）、MEGUMI、若槻千夏、横澤夏子、 佐藤仁美、丸山桂里奈、中村静香、柴田阿弥 |
| 女が女に 怒る夜     | 第2回 | 2018年04月08日 22:30 - 23:25  | 塚本高史                                  | 大久保佳代子（オアシズ）、いとうあさこ、MEGUMI、若槻千夏、 菊地亜美、小柳ゆき、高橋真麻、橋本マナミ、朝日奈央 |
| 女が女に 怒る夜     | 第3回 | 2018年08月06日 21:00 - 22:54  | 間宮祥太朗                                | 大久保佳代子（オアシズ）、いとうあさこ、MEGUMI、若槻千夏、田中みな実、 高岡早紀、丸山桂里奈、岡井千聖、よしこ（ガンバレルーヤ） |
| 女が女に 怒る夜     | 第3回 | 2018年08月06日 21:00 - 22:54  | 中村倫也                                  | 大久保佳代子（オアシズ）、いとうあさこ、MEGUMI、若槻千夏、田中みな実、 LISA（m-flo）、横澤夏子、西野未姫、中井りか（NGT48） |
| 女が女に 怒る夜     | 第4回 | 2019年01月21日 21:00 - 22:54  | 片寄涼太 （GENERATIONS from EXILE TRIBE） | 大久保佳代子（オアシズ）、いとうあさこ、MEGUMI、若槻千夏、田中みな実、 横澤夏子、hitomi、中村静香、ファーストサマーウイカ（BILLIE IDLE®） |
| 女が女に 怒る夜     | 第4回 | 2019年01月21日 21:00 - 22:54  | 井上芳雄                                  | 大久保佳代子（オアシズ）、いとうあさこ、MEGUMI、若槻千夏、田中みな実、 横澤夏子、浜口順子、アヤカ・ウィルソン、中庭アレクサンドラ |
| 女が女に 怒る夜     | 第4回 | 2019年01月21日 21:00 - 22:54  | 小関裕太                                  | 大久保佳代子（オアシズ）、いとうあさこ、MEGUMI、 若槻千夏、田中みな実、横澤夏子、中村静香入澤優、神崎紗衣、清水あいり、中村愛、三上珠英瑠 |
| 女が女に 怒る夜     | 第5回 | 2019年05月20日 21:00 - 22:54  | ジェジュン                                | 大久保佳代子（オアシズ）、いとうあさこ、MEGUMI、若槻千夏、田中みな実、 雛形あきこ、高橋ユウ、三秋里歩、紺野ぶるま |
| 女が女に 怒る夜     | 第5回 | 2019年05月20日 21:00 - 22:54  | 杉野遥亮                                  | 大久保佳代子（オアシズ）、MEGUMI、若槻千夏、田中みな実、 沢松奈生子、佐藤仁美、マリリン、横澤夏子、奥真奈美 |
| 女が女に 怒る夜     | 第5回 | 2019年05月20日 21:00 - 22:54  | 神尾楓珠                                  | 大久保佳代子（オアシズ）、MEGUMI、若槻千夏、 田中みな実、佐藤仁美、紺野ぶるま、横澤夏子辰巳奈都子、チャベス愛、三宿菜々 |
| 女が女に 怒る夜     | 第6回 | 2019年12月02日 21:00 - 22:54  | 山田裕貴                                  | 大久保佳代子（オアシズ）、いとうあさこ、MEGUMI、若槻千夏、田中みな実、 薄幸（納言）、ナヲ（マキシマム ザ ホルモン）、西原啓子、ファーストサマーウイカ（BILLIE IDLE®）                                                                                     |
| 女が女に 怒る夜     | 第6回 | 2019年12月02日 21:00 - 22:54  | 清原翔                                    | 大久保佳代子（オアシズ）、いとうあさこ、MEGUMI、若槻千夏、 田中みな実、ファーストサマーウイカ（BILLIE IDLE®）、横澤夏子 |
| 女が女に 怒る夜     | 第6回 | 2019年12月02日 21:00 - 22:54  | 眞栄田郷敦                                | 大久保佳代子（オアシズ）、いとうあさこ、MEGUMI、若槻千夏、田中みな実、 一龍斎貞鏡、岡田サリオ、高橋あやな、丸山礼 |
| 上田と女が 吠える夜 | 第7回 | 2021年10月11日 23:59 - 翌0:54 | 杉野遥亮                                  | いとうあさこ、大久保佳代子（オアシズ）、景井ひな、日下部美愛、 草野華余子、MEGUMI、ゆうちゃみ、若槻千夏 |
| 上田と女が 吠える夜 | 第8回 | 2022年01月06日 19:00 - 20:54  | ローランド                                | 朝日奈央、大久保佳代子（オアシズ）、大島由香里、休井美郷、 清水あいり、シャラ ラジマ、せっけん（バブルこうせん）、高橋真麻、 ナヲ（マキシマム ザ ホルモン）、西村歩乃果、ファーストサマーウイカ、 MEGUMI、momo haha、山井祥子（エレガント人生）、若槻千夏 |

### レギュラー版

#### 2022年
| 回 | 放送日時 | 男性ゲスト                                           | テーマ                                                             | 女性ゲスト | 備考                                     |
| -- | -------- | ---------------------------------------------------- | ------------------------------------------------------------------ | --- | ---------------------------------------- |
| 1  | 04月06日 | 小泉孝太郎 田中圭 バカリズム                         | デリカシーがないヤツ トレンド疲れ アンガーマネジメント             | 景井ひな、chay、松本梨香、ゆら（ウチら三兄弟）、横澤夏子、 IKKO、叶美香、浜口京子、原田愛、加護亜依、しずりん（東京メルヘン倶楽部）、関谷友美（ハナイチゴ）、雛形あきこ、堀未央奈                                                                        | 2時間SP（21:00 - 22:54）                 |
| 2  | 04月20日 | 山崎育三郎                                           | アップデートできていないヤツ                                       | IMALU、大久保佳代子、でか美ちゃん、hitomi、平野ノラ、ファーストサマーウイカ、MEGUMI、momo haha、湯上響花、若槻千夏 |                                          |
| 3  | 04月27日 | 菊池風磨（Sexy Zone）                                | 理解できない都会の常識SP                                           | 大久保佳代子、王林、大島麻衣、清水あいり、高橋ユウ、竹内由恵、ナヲ、ファーストサマーウイカ、まつきりな、丸山礼、MEGUMI |                                          |
| 4  | 05月04日 | ジェジュン                                           | マイペースすぎるヤツ                                               | 筧美和子、シイナナルミ、重盛さと美、鈴木亜美、千秋、新垣里沙、爛々 |                                          |
| 5  | 05月11日 | 井上芳雄                                             | ガサツなヤツ                                                       | 青山明香里、朝日奈央、荒川（エルフ）、大久保佳代子、潮田玲子、ファーストサマーウイカ、松嶋尚美、水咲優美、山﨑ケイ（相席スタート）、若槻千夏 |                                          |
| 6  | 05月25日 | 山下健二郎（三代目 J SOUL BROTHERS）                 | 妬ましいヤツ                                                       | 織田奈那、菊地亜美、橋本マナミ、馬場ももこ、YOU、ゆめぽて、吉田明世、滝沢眞規子 |                                          |
| 7  | 06月08日 | 山田涼介                                             | 占いが好きすぎるヤツ                                               | 神部美咲、セントチヒロ・チッチ（BiSH）、中村仁美、バービー、ほのか、松本薫、本仮屋リイナ |                                          |
| 8  | 06月15日 | 児嶋一哉（アンジャッシュ）                           | 常に群れたがるヤツVS1人じゃ何もできないヤツ                        | 朝井麻由美、草野華余子、黒沢かずこ、芹那、辺見えみり、薪子（梵天）、吉住 |                                          |
| 9  | 06月22日 | 長嶋一茂 藤木直人 河合郁人（A.B.C-Z）                | 恋愛のアレコレ オンナの恋愛50年史 距離感バグってるヤツ             | 青木愛、荒川（エルフ）、板野友美、清水あいり、中野綾香、新山千春、藤本美貴浅香唯、岡田結実、加藤夏希、平野ノラ、momo hahaイワクラ（蛙亭）、仲宗根梨乃、ぱーてぃーちゃん、原田ちあき、最上もが、ゆうちゃみ、爛々                                          | 2時間SP（21:00 - 22:54）                 |
| 10 | 07月13日 | ヒロミ 仲野太賀 川島明（麒麟）                       | 夏しちゃってるヤツ 気づかい下手なヤツ 本当にあった“ある意味”怖い話 | 相川七瀬、王林、紺野ぶるま、新垣里沙、野々村友紀子、まりゑ、山田愛実（TEAM BANANA）、大島美幸、CRAZY COCO、国生さゆり、薄幸、須田亜香里、峯岸みなみ、大島由香里、キンタロー。、小春、杉本彩、ヒグチアイ、矢沢心                                          | 2時間SP（21:00 - 22:54）                 |
| 11 | 07月20日 | 古市憲寿                                             | 金銭感覚バグってるヤツ                                             | 麻木久仁子、たけうちほのか、chay、トラウデン直美、美村里江、モモコ（ハイヒール）、山口もえ |                                          |
| 12 | 07月27日 | 濱家隆一（かまいたち）                               | 理解できない食のこだわり                                           | 井上咲楽、こいけろ。、重盛さと美、高橋真麻、西村知美、松村沙友理、餅田コシヒカリ |                                          |
| 13 | 08月03日 | 後藤輝基（フットボールアワー）                       | とことんツイてないヤツ                                             | 岩﨑名美、大林素子、川村エミコ（たんぽぽ）、柴田亜美、でか美ちゃん、天才ピアニスト、村上佳菜子 |                                          |
| 14 | 08月10日 | 中村獅童                                             | 美意識高すぎるヤツ                                                 | 奥山佳恵、君島十和子、友利新、三上大進、安井友梨、吉田明世、爛々 |                                          |
| 15 | 08月17日 | えなりかずき                                         | 3年遅れてるヤツ                                                    | 小沢真珠、オダウエダ、島田珠代、武田久美子、まりゑ、湯上響花、ゆめぽて |                                          |
| 16 | 08月24日 | 風間俊介                                             | ピュアすぎるヤツ&疑り深いヤツ                                      | いかちゃん、大島麻衣、岡田結実、ガンバレルーヤ、浜口京子、藤本美貴、松本伊代 |                                          |
| 17 | 08月31日 | 小峠英二（バイきんぐ）                               | 自己肯定感高すぎるヤツ&低すぎるヤツ                                | 安藤美姫、いつまちゃん、渋谷凪咲（NMB48）、西山茉希、バービー（フォーリンラブ）、馬場ももこ、峯岸みなみ、YOU |                                          |
| 18 | 09月07日 | 錦鯉（長谷川雅紀・渡辺隆）                           | 推しに生かされてるヤツ                                             | 江口ともみ、オカリナ、尾崎里紗、狩野舞子、竹中夏海、松井玲奈、森迫永依 |                                          |
| 19 | 09月21日 | 尾上松也                                             | 涙もろすぎるヤツ                                                   | 住吉美紀、高橋みなみ、高橋ユウ、中川翔子、茂木忍（AKB48）、森口博子、横澤夏子 |                                          |
| 20 | 09月28日 | 伊野尾慧（Hey! Say! JUMP） 中川大志 柳葉敏郎         | 平成バラエティー女王 イケメン50年史 移住芸能人                     | インリン、坂下千里子、さとう珠緒、鈴木蘭々、中山エミリ、保田圭浅野ゆう子、エルフ荒川、大島麻衣、美緒、吉田沙保里井上晴美、岡副麻希、奥山佳恵、紺野あさ美、田中律子、仲川遥香、中野美奈子                                                                 | 2時間SP（21:00 - 22:54）                 |
| 21 | 10月19日 | 眞栄田郷敦                                           | 今こそ謝罪したい女                                                 | 佐藤仁美、紫吹淳、清水あいり、團遥香、野呂佳代、三倉茉奈、吉田明世 |                                          |
| 22 | 10月26日 | 劇団ひとり                                           | 旅に出たくて仕方ない女                                             | 歩りえこ（旅作家）、IMALU、坂田ミギー（旅マニア）、野々村友紀子、はな（モデル）、馬瓜エブリン、山崎怜奈 |                                          |
| 23 | 11月02日 | 田中卓志（アンガールズ）                             | ビビりすぎて生きづらい女                                           | AYA、黒沢かずこ（森三中）、高城れに（ももいろクローバーZ）、ハラミちゃん、松本薫、矢吹奈子（HKT48）、山口乃々華 |                                          |
| 24 | 11月09日 | 大橋和也（なにわ男子）                               | ピュアすぎる女                                                     | 熊谷麻音、重盛さと美、平祐奈、西村知美、やす子、安めぐみ |                                          |
| 25 | 11月16日 | 見取り図                                             | 彼氏ダンナが好きすぎるヤツ                                         | 赤井佳子、北原里英、沢井美優、島田珠代、島袋聖南、高橋愛、中村仁美、野口啓代 |                                          |
| 26 | 11月30日 | 亀梨和也（KAT-TUN）                                  | 1分1秒も無駄にしたくない女                                         | 大友花恋、千住真理子、高橋みゆき、田中道子、友近、松田ゆう姫、安井友梨 |                                          |
| 27 | 12月21日 | 堂本剛（KinKi Kids） 春日俊彰（オードリー） 鈴鹿央士 | お掃除大好きなヤツ 2022年愚痴納め ほんとにあったある意味怖い話     | 井桁弘恵、大島美幸（森三中）、鈴木あきえ、長谷川理恵、平野ノラ、モモコ（ハイヒール）、安田美沙子ベッキー、まりゑ、三上大進、百田夏菜子（ももいろクローバーZ）、山田愛実（TEAM BANANA）、爛々朝日奈央、久代萌美、柴田亜美、清水ミチコ、高橋成美、横山由依 | 年末大デトックス2時間SP（21:00 - 22:54） |

#### 2023年
| 回  | 放送日時 | 男性ゲスト                                              | テーマ                                                         | 女性ゲスト | 備考                                                                                         |
| --- | -------- | ------------------------------------------------------- | -------------------------------------------------------------- | --- | -------------------------------------------------------------------------------------------- |
| 28  | 01月04日 | 板垣李光人 長嶋一茂 大迫傑                              | 推しに生かされているヤツ 女にモテるカッコいい女 100人調査      | アンジェリーナ1/3（Gacharic Spin）、犬山紙子、オカリナ、叶美香、草野華余子、田辺智加、でか美ちゃん入山法子、大島由香里、高田真希、仲宗根梨乃、ナヲ、野々村友紀子、眉村ちあきエルフ荒川、chay、松村沙友理、森口博子、安めぐみ、ゆめぽて                               | 新春2時間SP（21:00 - 22:54）                                                                 |
| 29  | 01月11日 | 田中圭                                                  | 絶対に死にたくない女                                           | 安藤和津、鈴木亜美、瀧内公美、友利新、TORICO、バービー、福田萌子 |                                                                                              |
| 30  | 01月18日 | 滝藤賢一                                                | 恋愛経験が少ない女                                             | いかちゃん、黒谷友香、さくらまや、須田亜香里、高橋成美、天翔愛、馬場典子 |                                                                                              |
| 31  | 01月25日 | 今田耕司                                                | マニアックな趣味を追求する女                                   | 入江聖奈、植田めぐみ、木南晴夏、白鳥久美子（たんぽぽ）、土屋アンナ、藤田朋子、みほとけ |                                                                                              |
| 32  | 02月01日 | 出川哲朗                                                | にわか上等!ミーハー女子SP!                                     | 麻木久仁子、金田久美子（プロゴルファー）、佐々木彩夏（ももいろクローバーZ）、誠子（尼神インター）、登坂絵莉、ほのか、丸山礼 |                                                                                              |
| 33  | 02月08日 | 目黒蓮（Snow Man）                                      | 頑張らない女                                                   | 相田翔子、あいなぷぅ（パーパー）、あの、木嶋真優、久代萌美、餅田コシヒカリ（駆け抜けて軽トラ）、吉川ばんび（作家） |                                                                                              |
| 34  | 02月15日 | 市川猿之助                                              | こだわりが強すぎる女                                           | 黒沢かずこ（森三中）、財前直見、佐藤藍子、清水あいり、村主章枝、未唯mie、本仮屋リイナ |                                                                                              |
| 35  | 02月22日 | 菊池風磨（Sexy Zone）                                   | 悩み相談されがちな女                                           | クリスタル・ケイ、瀧波ユカリ、浜口京子、ヒコロヒー、藤本美貴、YOU、和田明日香 |                                                                                              |
| 36  | 03月01日 | 津田健次郎                                              | 天邪鬼!逆張りしちゃう女                                        | 浅野ゆう子、市川紗椰、千秋、鳥居みゆき、にゃんぞぬデシ、原田ちあき、堀未央奈 |                                                                                              |
| 37  | 03月08日 | 大西流星（なにわ男子）                                  | 一度地獄を見た女                                               | 遠藤久美子、オダウエダ、田中理恵、デヴィ・スカルノ、May J.、保田圭、山本美憂 |                                                                                              |
| 38  | 03月15日 | 槙野智章                                                | コンプレックスと闘う女                                         | かたせ梨乃、川村エミコ（たんぽぽ）、菊地亜美、佐伯日菜子、平井理央、松村沙友理、リンゴ（ハイヒール） |                                                                                              |
| 39  | 03月29日 | 髙橋海人（King & Prince） 浜崎あゆみ 松山ケンイチ       | マニアックな趣味 浜崎あゆみと共に生きる女 100人調査            | 伊藤修子、加藤紀子、志田未来、原千晶、藤原紀香、まんきつ、やす子荒川（エルフ）、IMALU、久代萌美、佐々木彩夏（ももいろクローバーZ）、紅しょうが、益若つばさ、ゆっきゅんイワクラ（蛙亭）、新垣里沙、西尾由佳理、野々村友紀子、森迫永依                                 | 春の特大2時間SP（21:00 - 22:54）                                                             |
| 40  | 04月19日 | 小澤征悦                                                | ギャップがありすぎる女                                         | アジャコング、岡田結実、野口みずき、ぱーてぃーちゃん（金子きょんちぃ・信子）、藤田ニコル、水野真紀、四十住さくら |                                                                                              |
| 41  | 04月26日 | 重岡大毅（ジャニーズWEST）                              | 三度の飯より物件が好きな女                                     | 押切もえ、島谷ひとみ、なちゅ、ヒグチアイ、バービー、ふせえり、ヨンア |                                                                                              |
| 42  | 05月03日 | 北村匠海                                                | 旅に出たくて仕方ない女                                         | 大島美幸（森三中）、大橋未歩、CRAZY COCO、たかのてるこ、本上まなみ、眞鍋かをり、水野裕子 |                                                                                              |
| 43  | 05月10日 | ニューヨーク                                            | 西の女SP                                                       | 杉本美香、鈴木杏樹、Dream Ami、野々村友紀子、森富美（日本テレビアナウンサー）、ゆめぽて、爛々 |                                                                                              |
| 44  | 05月17日 | 永瀬廉（King & Prince）                                 | ネガティブすぎる女                                             | あの、工藤美桜、ベッキー、真飛聖、望月理恵、吉住、吉田明世 |                                                                                              |
| 45  | 05月24日 | 中岡創一（ロッチ）                                      | 断れない女                                                     | イワクラ（蛙亭）、須田亜香里、髙木菜那、高橋ユウ、藤井サチ、松本梨香、安めぐみ |                                                                                              |
| 46  | 05月31日 | 風間俊介                                                | 節約女子                                                       | 川島海荷、新内眞衣、中山エミリ、馬場園梓、平井理央、藤田朋子、緑川静香 |                                                                                              |
| 47  | 06月07日 | 尾上松也                                                | 万年コンディションが悪い女                                     | 井上和香、酒井美紀、重盛さと美、椿鬼奴、鳥居みゆき、NANA（MAX）、箭内夢菜 |                                                                                              |
| 48  | 06月14日 | 西畑大吾（なにわ男子）                                  | 新環境でひと皮むけた女                                         | 池田レイラ（完熟フレッシュ）、小倉優子、小林星蘭、鈴木奈々、武田久美子、富田望生、松本明子 |                                                                                              |
| 49  | 07月05日 | 福士蒼汰 井上芳雄 犬飼貴丈                              | マイルールな女 推しに生きる女 ピュアすぎる女                   | 貫地谷しほり、杉山愛、高橋みなみ、平野ノラ、本仮屋ユイカ、ミラクルひかる、和田明日香あいなぷぅ、市川紗椰、上原りさ、柏木由紀、木嶋真優、倉持明日香、高橋愛菅井友香、高橋成美、中山忍、浜口京子、山口もえ、渡邉美穂                                                   | 2時間SP                                                                                      |
| 50  | 07月12日 | 赤楚衛二                                                | 1人で生きていけない女                                          | 白井琴望、薄幸（納言）、すみれ、土屋アンナ、はしのえみ、丸山桂里奈、吉田沙保里 | 新水曜ドラマ『こっち向いてよ向井くん』とのコラボSP。タイトルは『上田と向井と女が吠える夜』。 |
| 51  | 07月19日 | 片寄涼太（GENERATIONS）                                 | 不器用すぎて生きづらい女                                       | アユニ・D、磯山さやか、川村エミコ（たんぽぽ）、高畑淳子、谷花音、はいだしょうこ、やす子 |                                                                                              |
| 52  | 07月26日 | バカリズム                                              | 繊細すぎる女                                                   | EMILY（HONEBONE）、島崎遥香、島田珠代、たくませいこ、新垣里沙、野呂佳代、星野真里 |                                                                                              |
| 53  | 08月02日 | 竜星涼                                                  | オカルト好き女                                                 | 紺野ぶるま、鈴木蘭々、角由紀子、高城れに（ももいろクローバーZ）、西村知美、早見あかり、室井滋 |                                                                                              |
| 54  | 08月09日 | 瀬戸康史                                                | 観光大使を務める女                                             | 黒谷友香、古閑美保、鳥居みゆき、仲宗根泉（HY）、益若つばさ、眞鍋かをり、りんごちゃん |                                                                                              |
| 55  | 08月16日 | 岸優太                                                  | ズボラ女と神経質女                                             | AYA、井桁弘恵、大家志津香、高橋真麻、寺田恵子、松本伊代、ゆめちゃん |                                                                                              |
| 56  | 08月23日 | 小泉孝太郎                                              | 心配性すぎる女と何も考えてない女                               | えなこ、王林、草野華余子、黒沢かずこ（森三中）、天童よしみ、餅田コシヒカリ、森尾由美 |                                                                                              |
| 24H | 08月27日 | 道枝駿佑（なにわ男子） 大西流星（なにわ男子）           | 憧れのあの人から大嫌いなアイツまでつながっちゃうぞSP           | 朝日奈央、足立梨花、あの、内田恭子、重盛さと美、清水あいり、清水ミチコ、須田亜香里、鳥居みゆき、野々村友紀子、浜口京子、ぱーてぃーちゃん、バービー、一青窈、松村沙友理、丸山桂里奈、峯岸みなみ、やす子                                                               | 24時間テレビのコーナーとして参加。 タイトルは『上田と女が朝まで吠える夜』。                  |
| 57  | 08月30日 | 市原隼人                                                | 文化系の女と体育会系の女                                       | 青木愛、虻川美穂子、岡田晴恵、中野美奈子、松本薫、松村沙友理、モモコグミカンパニー |                                                                                              |
| 58  | 09月06日 | DEAN FUJIOKA                                            | 友達が多い女と少ない女                                         | 大友花恋、久保純子、越堂聡子、丸山桂里奈、最上もが、モモコ（ハイヒール）、森香澄、吉住 |                                                                                              |
| 59  | 09月13日 | 加藤清史郎                                              | 観光大使を務める女                                             | あの、大原櫻子、中村仁美、渚（尼神インター）、山崎怜奈、YOU、蓮佛美沙子 |                                                                                              |
| 60  | 09月27日 | 菊池風磨（Sexy Zone） 安田顕 吉村崇（平成ノブシコブシ） | 万年コンディション悪い女 理想のボディーを目指す女 観光大使の女 | 菊地亜美、菊池桃子、chay、野沢直子、ぼる塾、真飛聖AYA、大家志津香、栗原恵、ナヲ（マキシマム ザ ホルモン）、野呂佳代、藤田ニコル、安井友梨、ゆいP（おかずクラブ）朝日奈央、IKKO、井上咲楽、イワクラ（蛙亭）、久保ひとみ、近藤春菜（ハリセンボン）、中越典子、山本舞香 | 2時間SP                                                                                      |
| 61  | 10月11日 | 中村倫也                                                | ダマされやすい女と疑り深い女                                   | 板谷由夏、加藤ローサ、かなで（3時のヒロイン）、釈由美子、瀧波ユカリ、松居直美、渡邉美穂 |                                                                                              |
| 62  | 10月25日 | 小池徹平                                                | スマホが手放せない女たち                                       | アンジェリーナ1/3（Gacharic Spin）、今井安紀、エルフ荒川、ベッキー、北斗晶、ゆうちゃみ、吉田明世 |                                                                                              |
| 63  | 11月01日 | 矢本悠馬                                                | せっかちな女                                                   | 家入レオ、岡部友、小島奈津子、高田秋、村上佳菜子、森口博子、渡辺満里奈 | SMBC日本シリーズ2023 第4戦 阪神×オリックスの中継延長により22:20より放送。                    |
| 64  | 11月08日 | 野村周平                                                | 負けず嫌いな女たち                                             | 紅ゆずる、小林幸子、澤穂希、セントチヒロ・チッチ、高城れに（ももいろクローバーZ）、三倉佳奈、萌々（爛々） |                                                                                              |
| 65  | 11月22日 | ROLAND                                                  | 引きが悪い女たち                                               | 相田翔子、足立梨花、エルフ、田辺桃子、中嶋イッキュウ、はいだしょうこ、橋本マナミ |                                                                                              |
| 66  | 12月06日 | 平子祐希（アルコ&ピース）                               | おひとり様上等な女                                             | さとう珠緒、佐藤仁美、島崎遥香、須田亜香里、ハシヤスメ・アツコ、平野綾、ぼる塾 |                                                                                              |

#### 2024年
| 回  | 放送日時 | 男性ゲスト                              | テーマ | 女性ゲスト | 備考                                                                  |
| --- | -------- | --------------------------------------- | --- | --- | --------------------------------------------------------------------- |
| 67  | 01月17日 | 城田優 竹内涼真 マツコ・デラックス      | 私の地元がNo.1!お正月地元自慢SP 2024年をよりよい年に!開運&爆食&爆食いツアーin台湾! お正月こそ家で“ぐーたら”したい!ズボラな女が吠える夜 | アンミカ、磯山さやか、江上敬子（ニッチェ）、加藤ローサ、川栄李奈、島谷ひとみ、髙木菜那、中野美奈子、モモコ（ハイヒール）、やす子、保田圭、箭内夢菜、横澤夏子浅田舞、朝日奈央、アンミカ、大家志津香、木村多江、重盛さと美、白石麻衣、平愛梨、野々村友紀子、浜口京子、松本伊代、モモコ（ハイヒール）、YOU、梨花浅田舞、あの、アンミカ、大家志津香、木村多江、重盛さと美、平愛梨、野々村友紀子、松本伊代、モモコ（ハイヒール）、YOU、梨花 | 令和6年能登半島地震の影響により放送延期。新春3時間SP（19:00 - 21:54） |
| 68  | 01月24日 | 眞栄田郷敦                              | 【ちゃんと休む女】と【休めない女】 | 内村周子、土屋太鳳、とよた真帆、ヒコロヒー、本仮屋ユイカ、森香澄、山崎怜奈 |                                                                       |
| 69  | 01月31日 | 佐野勇斗                                | 断れる女&断れない女 | 浅川梨奈、あの、安藤なつ（メイプル超合金）、岩渕真奈、高畑淳子、野呂佳代、早見あかり |                                                                       |
| 70  | 02月07日 | 黒羽麻璃央                              | まっすぐすぎる女 | 王林、加藤綾菜、平祐奈、千葉真子、仲宗根梨乃、美村里江、やす子、ゆりやんレトリィバァ |                                                                       |
| 71  | 02月14日 | 山田涼介（Hey! Say! JUMP）              | 冬の愚痴祭り | 宇野実彩子（AAA）、川島海荷、野々村友紀子、バービー（フォーリンラブ）、萌々（爛々）、ゆめぽて、和田明日香 |                                                                       |
| 72  | 02月21日 | 寺田心                                  | ペットを愛しすぎる女たち | 愛（ヨネダ2000）、磯山さやか、久保田磨希、野口啓代、北斗晶、真飛聖、森泉 |                                                                       |
| 73  | 02月28日 | ヒロミ                                  | 財布のヒモがかたい女とゆるい女 | 浅野ゆう子、大島美幸（森三中）、加藤ローサ、久代萌美、長野じゅりあ、西村知美、丸山桂里奈 |                                                                       |
| 74  | 03月06日 | 鈴木浩介                                | ポンコツすぎて生きづらい女 | イワクラ（蛙亭）、木嶋真優、島崎遥香、寺川綾、長井短、平井理央、紅しょうが（稲田美紀・熊元プロレス） |                                                                       |
| 75  | 03月13日 | GACKT                                   | 凝り性な女 | 大友花恋、菊池桃子、高橋真麻、永尾柚乃、ハシヤスメ・アツコ、ハラミちゃん、吉木りさ |                                                                       |
| 76  | 03月20日 | 石原良純 小澤征悦 中丸雄一              | 西の女 物件マニア 旅好き女 | エルフ、紅ゆずる、坂下千里子、野々村友紀子、peco、丸山桂里奈、渡辺満里奈アンミカ、川崎希、新川優愛、住吉美紀、椿鬼奴、デヴィ・スカルノ、美山加恋青山テルマ、イモトアヤコ、叶姉妹、すみれ、ハリセンボン | 2時間SP                                                               |
| 77  | 04月03日 | 間宮祥太朗                              | 人見知りすぎる女たち | 黒沢かずこ（森三中）、剛力彩芽、迫田さおり、佐野ひなこ、薄幸（納言）、はいだしょうこ、森田理紗子 |                                                                       |
| 78  | 04月10日 | 関口メンディー（GENERATIONS）           | メンタル強い女VS弱い女 | 小倉優子、川村エミコ（たんぽぽ）、国生さゆり、澤穂希、でか美ちゃん、PORIN（Awesome City Club）、松本薫 |                                                                       |
| 79  | 04月24日 | 及川光博                                | ストレス溜めすぎる女VS発散できる女 | 朝日奈央、伊藤歩、大家志津香、花澤香菜、福士加代子、松浦志穂（スパイク）、やす子 |                                                                       |
| 80  | 05月01日 | 木村昴                                  | 危機管理能力が高い女 | 筧美和子、紺野あさ美、田中理恵、天翔愛、望月理恵、山村紅葉、ゆりやんレトリィバァ |                                                                       |
| 81  | 05月15日 | 田中樹（SixTONES） 山崎育三郎           | せっかちな女とのんびりな女 ひとりが好きな女と寂しがりやな女                                                                            | あの、Aマッソ、平愛梨、高橋尚子、土屋アンナ、藤田ニコル、吉川愛IKKO、伊藤修子、加藤千尋、北乃きい、久保純子、早見あかり、福田麻貴（3時のヒロイン）、村上佳菜子 | 2時間SP                                                               |
| 82  | 05月22日 | 生田斗真                                | 生まれ順に一言 言いたい女 | エルフ（荒川・はる）、柏木由紀、重盛さと美、平祐奈、星野真里、南明奈、安田美沙子 |                                                                       |
| 83  | 06月05日 | 要潤                                    | 朝型の女VS夜型の女 | 安藤なつ（メイプル超合金）、大家志津香、佐々木彩夏、（ももいろクローバーZ）、高橋みなみ、鳥居みゆき、西尾由佳理、モモコグミカンパニー |                                                                       |
| 84  | 06月12日 | 京本大我（SixTONES）                    | 物欲モンスターVSミニマリスト | 島崎遥香、鈴木亜美、高橋ユウ、田中美久、玉井詩織、モモコ（ハイヒール）、吉田朱里 |                                                                       |
| 85  | 06月26日 | 小泉孝太郎                              | 食へのこだわりが強すぎる女 | 市川紗椰、小沢真珠、川島海荷、紅しょうが、南野陽子、安井友梨、ゆめぽて |                                                                       |
| 86  | 07月03日 | 松田元太（Travis Japan）                | 美容健康に全力な女&韓国美容で若返りツアー                                                                                              | 王林、おかずクラブ、高島礼子、滝沢眞規子、知念里奈、西村知美、MAYA（NiziU）、本仮屋リイナ、RIO（NiziU） | 2時間SP                                                               |
| 87  | 07月17日 | 戸次重幸                                | ビビりな女VS肝がすわっている女 | 安斉かれん、宇野実彩子（AAA）、鬼頭明里、仲宗根梨乃、はいだしょうこ、松田ゆう姫、吉住 |                                                                       |
| 88  | 07月24日 | 佐野勇斗                                | 体力がありすぎる女となさすぎる女 | 井桁弘恵、井上咲楽、澤穂希、重盛さと美、椿鬼奴、ぼる塾、安めぐみ |                                                                       |
| 89  | 08月07日 | 横山裕（SUPER EIGHT）                   | 真夏の愚痴祭りSP | スパイク、野々村友紀子、藤本美貴、ふせえり、peco、松村沙友理、ゆうちゃみ |                                                                       |
| 90  | 08月21日 | 神尾楓珠                                | ちょっと怖い話で涼む夜 | 東ちづる、あの、齊藤なぎさ、角由紀子、ヒグチアイ、丸山桂里奈、ゆめっち |                                                                       |
| 91  | 08月28日 | 長嶋一茂                                | おじさん女子 | 大原櫻子、北乃きい、工藤美桜、薄幸（納言）、高橋真麻、為永幸音（アンジュルム）、YOU |                                                                       |
| 92  | 09月04日 | 道枝駿佑（なにわ男子） 成田凌           | 西の女VS東の女 万年コンディションが悪い女                                                                                              | アンミカ、IMALU、植村花菜、高橋ユウ、ハイヒール、馬淵優佳、森香澄雨宮塔子、江村美咲、大家志津香、川島海荷、3時のヒロイン、なえなの、藤波朱理、本仮屋ユイカ | 2時間SP                                                               |
| 93  | 09月18日 | 正門良規（Aぇ! group）                  | チェーン店を愛する女子 | 朝日奈央、市川紗椰、近藤春菜（ハリセンボン）、寺川綾、みほとけ、やしろ優、ヨネダ2000 |                                                                       |
| 94  | 09月25日 | 板垣李光人                              | 漫画がないと生きていけない女 | 浅川梨奈、飯窪春菜、佐藤藍子、角田夏実、西村知美、信子（ぱーてぃーちゃん）、平井理央 |                                                                       |
| 95  | 10月02日 | 佐藤大樹（FANTASTICS from EXILE TRIBE） | 経済を回しまくる女と1円でも節約したい女                                                                                                | 小倉優子、桜庭ななみ、高城れに（ももいろクローバーZ）、高松瞳（=LOVE）、ぼる塾、松本伊代、宮崎早織、室井滋、吉住 |                                                                       |
| 96  | 10月09日 | 城島茂 戸塚純貴                         | 秋の愚痴祭り 道の駅・SAが好きすぎる女                                                                                                  | 五十嵐有紗、川村エミコ、なえなの、野々村友紀子、光浦靖子、ゆめぽて、ユンソナ伊藤歩、筧美和子、土屋アンナ、平賀由希子、丸山桂里奈、美村里江、村上佳菜子、村上知子（森三中） | 2時間SP                                                               |
| 97  | 10月30日 | D-LITE（BIGBANG）                       | 睡眠に悩める女たち | 大友花恋、鷲見玲奈、ソニン、田中理恵、はいだしょうこ、ヒラノマリ、松村沙友理 |                                                                       |
| 98  | 11月06日 | 三宅健                                  | 炭水化物を愛する女 | 朝日奈央、安藤なつ（メイプル超合金）、大野いと、大家志津香、工藤遥、澤穂希、南野陽子 |                                                                       |
| 99  | 11月13日 | 古市憲寿                                | J-POPを愛する女たち | 加藤千尋、金城綾乃（Kiroro）、草野華余子、佐藤仁美、鳥居みゆき、ハラミちゃん、ゆっきゅん |                                                                       |
| 100 | 11月20日 | 亀梨和也（KAT-TUN） K・JO（&TEAM）      | とことん運が悪い女 365日コンビニに通い詰める女                                                                                         | 遠藤久美子、おかずクラブ、島田珠代、しゅはまはるみ、田中美久、中村仁美、西村知美相田翔子、朝比奈彩、今井アンジェリカ、ぼる塾、丸山桂里奈、やしろ優、吉田沙保里 | 2時間SP                                                               |
| 101 | 12月11日 | 松田元太（Travis Japan） 宮世琉弥       | ストレス発散愚痴祭り 大掃除にワクワク女とブルーな女                                                                                    | あの、北乃きい、古賀紗理那、清水ミチコ、松浦志穂（スパイク）、松丸友紀、萌々（爛々）飯田圭織、板野友美、3時のヒロイン、田中美保、peco、松本伊代、南明奈、山本舞香 | 2時間SP                                                               |

#### 2025年
| 回  | 放送日時 | 男性ゲスト                                            | テーマ                                                           | 女性ゲスト | 備考                                                     |
| --- | -------- | ----------------------------------------------------- | ---------------------------------------------------------------- | --- | -------------------------------------------------------- |
| 102 | 01月01日 | 長嶋一茂 松村北斗（SixTONES）                         | 日本全国ご当地自慢バトル ディズニーを愛する女たち 香港開運女子旅 | イモトアヤコ、大家志津香、川田裕美、黒沢かずこ、島津亜矢、瀬戸朝香、バービー、橋本マナミ、眞鍋かをり、丸山桂里奈、モモコ、やす子あの、アンミカ、井桁弘恵、内田理央、小野あつこ、田辺智加（ぼる塾）、野呂佳代、peco、前田敦子、横澤夏子 | 新春3時間SP（18:00 - 21:00）                             |
| 103 | 01月22日 | 坂東龍汰                                              | 頑張らない女                                                     | AMI、木嶋真優、齊藤京子、千秋、ハシヤスメ・アツコ、ヒコロヒー、LISA（m-flo） |                                                          |
| 104 | 01月29日 | SKY-HI                                                | 温泉が好きすぎる女                                               | 王林、筧美和子、川村エミコ（たんぽぽ）、高橋尚子、ドリアン・ロロブリジーダ、ゆめぽて、渡辺裕美 |                                                          |
| 105 | 02月05日 | 田中圭                                                | 三度の飯より甘いものを愛する女                                   | 岩渕真奈、小栗有以、川島海荷、キンタロー。、田辺智加（ぼる塾）、はいだしょうこ、箭内夢菜 |                                                          |
| 106 | 02月12日 | 風間俊介                                              | 妊娠・出産のリアル                                               | 小倉優子、加藤夏希、木村沙織、平愛梨、橋本マナミ、バービー、平野ノラ、peco |                                                          |
| 107 | 02月26日 | 井上芳雄 山田涼介                                     | 物件好き女 インドアな女VSアウトドアな女                          | 紺野あさ美、鈴木亜美、高橋ユウ、田中道子、夏菜、丸山桂里奈、森泉、遼河はるひ市井紗耶香、稲村亜美、佐藤藍子、茂森あゆみ、高城れに、畑芽育、萌々、モモコグミカンパニー                                                                   | 2時間SP                                                  |
| 108 | 03月05日 | TAKAHIRO（EXILE）                                     | ポンコツすぎて生きづらい                                         | 岩井志麻子、イワクラ（蛙亭）、竹内由恵、浜口京子、峯岸みなみ、本仮屋ユイカ、弓木奈於（乃木坂46） |                                                          |
| 109 | 03月12日 | 渡邊圭祐                                              | 人見知りVSコミュ力お化け大激論SP                                 | あの、大友花恋、重盛さと美、信子（ぱーてぃーちゃん）、三田友梨佳、モモコ（ハイヒール）、ヨネダ2000 |                                                          |
| 110 | 03月19日 | ニューヨーク 橋本将生、猪俣周杜、篠塚大輝（timelesz） | 春の愚痴祭り 1円でも得したい女                                   | いぜん、須田亜香里、菅田愛貴（超ときめき♡宣伝部）、土屋アンナ、なえなの、野々村友紀子、LISA（m-flo）井上咲楽、神田愛花、北乃きい、CRAZY COCO、杉原杏璃、中野美奈子、水野真紀                                                           | 2時間SP MLB開幕カード中継の影響で、22:10 - 24:04に放送。 |
| 111 | 04月02日 | 横山裕（SUPER EIGHT） 中村正人（DREAMS COME TRUE）    | 西の女VS東の女!東西大激論 J-POPと共に生きてきた女                | IMALU、有働由美子、川田裕美、ハイヒール、藤田ニコル、松村沙友理、村上佳菜子荒川（エルフ）、有働由美子、島津亜矢、椿鬼奴、ナヲ（マキシマム ザ ホルモン）、野中美希（モーニング娘。'25）、ハラミちゃん                                   | 2時間SP                                                  |
| 112 | 04月16日 | 志尊淳                                                | 騙されやすい女VS疑り深い女                                       | 朝日奈央、加藤史帆、川村エミコ（たんぽぽ）、高木菜那、天童よしみ、ふせえり、本仮屋リイナ |                                                          |
| 113 | 04月23日 | 菊池風磨（timelesz）                                  | ズボラに暮らす女VS丁寧に生きる女                                 | アンミカ、板野友美、草刈民代、佐々木彩夏（ももいろクローバーZ）、鷲見玲奈、野呂佳代、紅しょうが |                                                          |
| 114 | 04月30日 | 亀梨和也                                              | お得なホテルに目がない女                                         | 市川紗椰、筧美和子、かなで（3時のヒロイン）、西村知美、雛形あきこ、平井理央、眞鍋かをり |                                                          |
| 115 | 05月07日 | 劇団ひとり                                            | ファストフードに育てられた女たち                                 | 小田さくら、加藤ローサ、佐野ひなこ、高城れに、橋本マナミ、ぼる塾 |                                                          |
| 116 | 05月14日 | 片寄涼太（GENERATIONS）                               | 朝型の女VS夜型の女                                               | AYA、皆藤愛子、香音、辺見えみり、丸山桂里奈、美村里江、やす子 |                                                          |
| 117 | 05月21日 | 丸山隆平（SUPER EIGHT）                               | タイパ命!1秒でもムダにしたくない女                               | AYAKA（NiziU）、安藤優子、久保田磨希、関根麻里、ハシヤスメ・アツコ、福士加代子、松浦志穂（スパイク）、MIIHI（NiziU） |                                                          |
| 118 | 05月28日 | DAIGO                                                 | 育児の悩み大放出!                                                | 加藤夏希、菊川怜、澤穂希、平愛梨、高橋ユウ、中山エミリ、村上知子（森三中）、吉田明世 |                                                          |
| 119 | 06月04日 | 橋本将生、猪俣周杜、篠塚大輝（timelesz）              | 捨てられる女VS捨てられない女                                     | おかずクラブ、佐々木久美、土屋アンナ、中川翔子、中村仁美、藤田ニコル、渡辺満里奈 |                                                          |
| 120 | 06月11日 | 佐野勇斗                                              | 運動神経に見放された女                                           | 川島海荷、薄幸（納言）、徳井青空、はいだしょうこ、ハラミちゃん、peco、山口もえ |                                                          |
| 121 | 06月18日 | 関口メンディー                                        | 選択的おひとり様                                                 | 青木愛、小野真弓、鈴木蘭々、紫吹淳、千秋、鳥居みゆき、益若つばさ、最上もが |                                                          |
| 122 | 07月02日 | 小池徹平 伊藤俊介（オズワルド）                       | 夏の愚痴祭り 令和の婚活〜結婚したい女                            | あの、王林、大家志津香、天童よしみ、丸山桂里奈、萌々（爛々）、吉川ひより（超ときめき宣伝部）、ヨネダ2000荒木直美、エルフ、かなで（3時のヒロイン）、さとう珠緒、佐藤仁美、角田夏実、浜口京子、森香澄                                    | 2時間SP                                                  |
| 123 | 07月16日 | 鈴鹿央士                                              | 田舎育ちの女&都会育ちの女                                        | イワクラ（蛙亭）、小倉優子、筧美和子、菊池桃子、高橋ユウ、室井滋、ゆめっち（3時のヒロイン） |                                                          |
| 124 | 07月23日 | 宮近海斗（Travis Japan）                              | ひとりっ子&きょうだい多い女                                      | 加藤ローサ、北乃きい、熊元プロレス（紅しょうが）、平愛梨、高橋メアリージュン、野々村友紀子、畑芽育、森泉 |                                                          |
| 125 | 07月30日 | 野村周平                                              | 勉強嫌いな女                                                     | 稲村亜美、大家志津香、黒沢かずこ（森三中）、竹内朱莉、なえなの、ナ酒渚、モモコ（ハイヒール） |                                                          |
| 126 | 08月13日 | 森崎ウィン                                            | ちょっと恥ずかしいコンプレックス告白SP                           | IKKO、柏木由紀、川村エミコ、竹内由恵、星野真里、LISA（m-flo）、モモコグミカンパニー |                                                          |
| 127 | 08月20日 | 眞栄田郷敦                                            | ちょっと怖い話で涼む夜                                           | IMALU、加藤千尋、角由紀子、土屋アンナ、中嶋イッキュウ、バービー、眞鍋かをり |                                                          |
| 128 | 08月27日 | 内田篤人                                              | 潔癖すぎる女                                                     | 朝日奈央、川栄李奈、茂森あゆみ、椿鬼奴、ハシヤスメ・アツコ、橋本マナミ、四十住さくら |                                                          |

## ネット局

### レギュラー版
| 放送対象地域   | 放送局                    | 系列                                         | 放送日時           | ネット状況 | 備考     |
| -------------- | ------------------------- | -------------------------------------------- | ------------------ | ---------- | -------- |
| 関東広域圏     | 日本テレビ（NTV）         | 日本テレビ系列                               | 水曜 21:00 - 21:54 | 制作局     |          |
| 北海道         | 札幌テレビ（STV）         | 日本テレビ系列                               | 水曜 21:00 - 21:54 | 同時ネット |          |
| 青森県         | 青森放送（RAB）           | 日本テレビ系列                               | 水曜 21:00 - 21:54 | 同時ネット |          |
| 岩手県         | テレビ岩手（TVI）         | 日本テレビ系列                               | 水曜 21:00 - 21:54 | 同時ネット |          |
| 宮城県         | ミヤギテレビ（MMT）       | 日本テレビ系列                               | 水曜 21:00 - 21:54 | 同時ネット |          |
| 秋田県         | 秋田放送（ABS）           | 日本テレビ系列                               | 水曜 21:00 - 21:54 | 同時ネット |          |
| 山形県         | 山形放送（YBC）           | 日本テレビ系列                               | 水曜 21:00 - 21:54 | 同時ネット |          |
| 福島県         | 福島中央テレビ（FCT）     | 日本テレビ系列                               | 水曜 21:00 - 21:54 | 同時ネット |          |
| 山梨県         | 山梨放送（YBS）           | 日本テレビ系列                               | 水曜 21:00 - 21:54 | 同時ネット |          |
| 新潟県         | テレビ新潟（TeNY）        | 日本テレビ系列                               | 水曜 21:00 - 21:54 | 同時ネット |          |
| 長野県         | テレビ信州（TSB）         | 日本テレビ系列                               | 水曜 21:00 - 21:54 | 同時ネット |          |
| 静岡県         | 静岡第一テレビ（SDT）     | 日本テレビ系列                               | 水曜 21:00 - 21:54 | 同時ネット |          |
| 富山県         | 北日本放送（KNB）         | 日本テレビ系列                               | 水曜 21:00 - 21:54 | 同時ネット |          |
| 石川県         | テレビ金沢（KTK）         | 日本テレビ系列                               | 水曜 21:00 - 21:54 | 同時ネット |          |
| 福井県         | 福井放送（FBC）           | 日本テレビ系列                               | 水曜 21:00 - 21:54 | 同時ネット | [ 注 3 ] |
| 中京広域圏     | 中京テレビ（CTV）         | 日本テレビ系列                               | 水曜 21:00 - 21:54 | 同時ネット |          |
| 近畿広域圏     | 読売テレビ（ytv）         | 日本テレビ系列                               | 水曜 21:00 - 21:54 | 同時ネット |          |
| 鳥取県・島根県 | 日本海テレビ（NKT）       | 日本テレビ系列                               | 水曜 21:00 - 21:54 | 同時ネット |          |
| 広島県         | 広島テレビ（HTV）         | 日本テレビ系列                               | 水曜 21:00 - 21:54 | 同時ネット |          |
| 山口県         | 山口放送（KRY）           | 日本テレビ系列                               | 水曜 21:00 - 21:54 | 同時ネット |          |
| 徳島県         | 四国放送（JRT）           | 日本テレビ系列                               | 水曜 21:00 - 21:54 | 同時ネット |          |
| 香川県・岡山県 | 西日本放送（RNC）         | 日本テレビ系列                               | 水曜 21:00 - 21:54 | 同時ネット |          |
| 愛媛県         | 南海放送（RNB）           | 日本テレビ系列                               | 水曜 21:00 - 21:54 | 同時ネット |          |
| 高知県         | 高知放送（RKC）           | 日本テレビ系列                               | 水曜 21:00 - 21:54 | 同時ネット |          |
| 福岡県         | 福岡放送（FBS）           | 日本テレビ系列                               | 水曜 21:00 - 21:54 | 同時ネット |          |
| 長崎県         | 長崎国際テレビ（NIB）     | 日本テレビ系列                               | 水曜 21:00 - 21:54 | 同時ネット |          |
| 熊本県         | くまもと県民テレビ（KKT） | 日本テレビ系列                               | 水曜 21:00 - 21:54 | 同時ネット |          |
| 鹿児島県       | 鹿児島読売テレビ（KYT）   | 日本テレビ系列                               | 水曜 21:00 - 21:54 | 同時ネット |          |
| 大分県         | テレビ大分（TOS）         | 日本テレビ系列 フジテレビ系列                | 水曜 21:00 - 21:54 | 同時ネット |          |
| 沖縄県         | 沖縄テレビ（OTV）         | フジテレビ系列                               | 日曜 12:00 - 13:00 | 遅れネット | [ 注 4 ] |
| 宮崎県         | テレビ宮崎（UMK）         | フジテレビ系列 日本テレビ系列 テレビ朝日系列 | 不定期放送         | 遅れネット | [ 注 5 ] |

## スタッフ
- 演出：前川瞳美（以前は企画兼務）
- ナレーター：杉本るみ
- 構成：桜井慎一、木南広明、山形遼介、林田晋一、一場麻美
- TM：岡田直紀
- SW：荻野高康（以前はSW/CAM）、望月達史【週替り】
- SW/CAM：荻野祐也、矢作陽一、星勇次【週替り、回によって異なる】
- CAM：川島佑介、大庭茂嗣、片山雄斗【週替り】
- MIX：滝口祐造、杉村理紗、中野裕介、大浦政宣、坪井翔馬【週替り】
- VE：三崎美貴【基本毎週】、北岡大輔、小山龍一、向山江梨佳、野平和之、中村仁一朗【不定期】
- 照明：下平好実、加藤恵介、名取孝昌、高橋明宏、木村弥史、高見澤楓【週替り】
- TK：山沢啓子
- CG：森三平
- EED：大村恒裕、小林息吹、服部直哉（共にヌーベルアージュ）【週替り】
- MA：安河内隆文（ヌーベルアージュ）
- 音効：岡田淳一、龍尾希実
- 美術プロデューサー：山本澄子
- 美術デザイナー：北村春美【毎週】、高木彩【不定期】
- 協力：NiTRO（特番時は技術協力）、日テレアート（特番時は美術協力）、ミジェット
- 写真提供：アフロ
- リサーチ：田村沙紀（フォーミュレーション、以前は週替り）、秋田美月
- 制作進行：小松正樹
- デスク：西端薫
- ディレクター：味岡晃司、辻潤、山嶋将義、石澤元希、小倉卓、高取瑞紀、長井香織、下村彩人、渡辺梢子、福盛健太、冨谷美友、小嶋智仁、田中麗奈、師岡靖成、大森千代美、中尾光佐、伊藤琴美、滝田朝子、細川祐子、飯塚翔、長谷川雄平、大村実穂、高(髙)宮恵蔵、田畑紗耶香、鈴嶋直子、湯浅貴仁、堀尾仁海、岩本栞奈 / 小林鮎佳、中川瑞紀、中島穂香、長井舞子、松山理沙、久我奈々、千葉美早季、蛇沼美夕、宮﨑日菜子、石井紀香、高橋璃音、増元こころ、森萌里、大工原琴音、村野詩織、髙橋恭依、近藤桃加、園原彩花、和田百花、鈴木千尋、西山千怜、池田彩七、塚本和奏、安澤みらい、笹本彩香、遠藤明音、上岡向日葵、松村美咲、若林秋葉、渡辺幸穂、深津明亜、北浦実歩、尾上寧々花、谷口なおい、三上莉子、宮田理世、若井菜々穂、青柳里海、伊藤緋鞠、松山かえで【週替り】
- 監修：古立善之
- プロデューサー：國谷茉莉、松島美由紀【毎週】/ 切替愛、井手茶智、土屋翔太、持田順也、滝田朋之、佐藤なつね、村田聡子、興石将大、千光士希和、柳井千晴、今野舞紀 / 山口佳奈、伊藤祥太郎、名護谷瑞貴、松形侑香、大沢陽香（大沢→以前はディレクター）、青山恵理香、鈴木仁美【週替り】
- チーフプロデューサー：石村修司（2024年6月5日 - ）
- 制作協力：創輝、日企、neo、passion
- 製作著作：日本テレビ

### 過去のスタッフ（レギュラー）
- TM：佐藤勝義、鎌倉和由（鎌倉→以前はSW）、上野豊
- CAM：門田健、水梨潤【週替り】
- MIX：宮内貞、小境健太郎、蔭山友紀子【週替り】
- VE：柳原拓実、池田祐一郎、寺見遥希、山口郁馬、柳澤圭佑【不定期】
- 照明：千葉雄、市川朋樹、条野高央【週替り】
- EED：松沢章（特番時は編集、特番時は技術協力→ヌーベルアージュ）、田代陸（ヌーベルアージュ）
- 協力：ZERO CAM、東京オフラインセンター【不定期】
- 監修協力：一般社団法人 日本アンガーマネジメント協会（第1回）
- リサーチ：宮川優利、久保田鈴佳（共にフォーミュレーション）【週替り】
- ディレクター：有田駿介、吉野真一郎、森山智世、森山翠月、温井里恵、池田竜、高橋瑛美、佐藤圭、西河真由子、田川浩子、來住優子、今村光宏、恒川亜美、松田菜生、近藤純也 / 栗原悠希、渡邊ひかり、小田千尋、久保田梨奈、浅野優太、原みさき、三輪美砂、宮﨑香菜、星野波南、鈴木莉乃、宇井久美香、倉本彩花、明賀花音、竹中未歩、中島智基、袖山恵里花、綱島隼人、上原望、吉川碧、塩貝菜々、三笘菜未、城間香澄、斉藤萌、志羅山美由紀【週替り】
- プロデューサー：吉無田剛（2023年1月11日まで）、清家未来（2024年6月 - 9月）/ 佐藤紀香、姫野慈子【週替り】
- チーフプロデューサー：江成真二（2023年5月31日まで）、倉田忠明（2023年6月7日 - 2024年5月29日）

### 過去のスタッフ（特番）
●=上田と女が吠える夜から加入
- ナレーター：杉本るみ（第1,2回と●#1,2）、やくしまるえつこ（第3,4回）、渡辺明乃（第5回）、久野美咲（第6回）
- 構成：山形遼介（第1,2,4回と●#1,2）、桜井慎一（●#1,2）
- TM：新名大作（第1 - 6回）、佐藤勝義（●#1,2）
- SW：鎌倉和由（第1,3回 - ●#2）、吉田健治（第2回、第1回はCAM）
- CAM：矢作陽一（第2 - 6回と●#2）、星勇次（●#1）
- VE：石山実（第1 - 4回）、天内理絵（第1 - 6回）、鈴木裕美（第5回）、飯島友美（●#1）、三崎美貴（●#2）
- 照明：千葉雄（第1,2,4,5回と●#2）、木村弥史（第3回・●#1）、市川朋樹（第6回）
- 美術プロデューサー：稲本浩（第1 - ●#2）
- 美術デザイナー：平岡真穂（第1 - 6回）、北村春美（●#1,2）
- 写真提供：アフロ（第3 - 5回と●#1,2、第2回は写真名義）
- 取材協力(第5回・●#1)：おものみ関西（第5回）、ハリウッド美容専門学校（●#1）
- TK（●#2）：山沢啓子（●#2）
- 宣伝（第4 - 6回 - ）：斉藤由美（第4 - 6回）
- デスク：小林祐子（第1 - ●#2）
- 演出補：植木風佳（第1 - 5回）、岸野基生（第1回）、濱田愛実（第3回）、澁谷采花（第3 - 6回）、高橋明日香（第4回）、佐藤紀香、長島更紗（佐藤・長島→第5,6回）、黒田千遥（第6回）
- ディレクター：佐藤珠恵（第1 - 6回）、鈴嶋直子（第1-●#1）、杉浦啓太（第2,3回）、下村彩人（第3回と●#1,2）、森山智世（第4 - 6回）、大須賀美紀（第6回）、三輪美砂、川田美輝（三輪・川田→●#1）、滝田朝子（滝田→●#1,2）、赤松真徳、横井啓人、堀尾仁海（赤松・横井・堀尾→●#2）
- プロデューサー：横田崇（第1,2回）、宮太一（第3回）、吉無田剛、國谷茉莉（吉無田・國谷→第4回 - ●#2） / 菅原千詠美（●#1、第1 - 5回はディレクター）、両口奈穂（第3回 - ●#2）、金ビンナ（●#1,2、第1 - 6回はAP）、植木風佳（●#1,2）、佐藤なつね（●#2）
- チーフプロデューサー：道坂忠久（第1 - 6回）、江成真二（●#1,2）

## 姉妹番組
現在の水曜夜の当番組とは別に、スピンオフ番組として、2024年4月からのプラチナイト火曜日枠第1部（23:59 - 24:24の25分程度）で『上田と女がDEEPに吠える夜』（うえだとおんながディープにほえるよる）を開始すると2024年1月17日の番組内の中で発表された。水曜夜の『上田と女が吠える夜』も引き続きレギュラー放送されるため、火曜深夜と週2日体制で放送される。なお、ネット局のうちテレビ宮崎に関しては「DEEP」のみレギュラー放送されている。
内容としては、ゴールデンタイムでは放送できにくい、「体についてのコンプレックス」「令和時代の性教育」などのディープなテーマを通して未来の女性の在り方を考えるというもの。
水曜日の本編から司会の上田、レギュラーの大久保、いとう、MEGUMI、若槻、ウイカがそのまま出演し、これにゲストを交えたトークが展開される。
上田は本編では立って進行しているが、DEEPでは座って進行している。

### 放送日時・ゲスト

#### 2024年
| 回 | 放送日時 | 男性ゲスト                  | テーマ                                     | 女性ゲスト                                                                       | 備考 |
| -- | -------- | --------------------------- | ------------------------------------------ | -------------------------------------------------------------------------------- | --- |
| 1  | 04月02日 | 渡辺裕太                    | 令和の性教育                               | SHELLY、益若つばさ、ゆうちゃみ                                                   | |
| 2  | 04月09日 | 風間俊介                    | お金の価値観                               | バービー、YOU、ゆうちゃみ                                                        | |
| 3  | 04月16日 | 渡辺裕太                    | 離婚の方法                                 | SHELLY、鳥居みゆき、YOU                                                          | |
| 4  | 04月23日 | 風間俊介                    | 下着のお悩み                               | バービー、益若つばさ、ゆめぽて                                                   | |
| 5  | 04月30日 | 山田涼介                    | 毛の悩み                                   | 大家志津香、peco、ゆめっち（3時のヒロイン）                                      | |
| 6  | 05月07日 | 山田涼介                    | 止められない美容欲                         | 上原恵理、peco、ゆめっち（3時のヒロイン）                                        | |
| 7  | 05月14日 | 川西拓実（JO1）             | デジタル終活                               | 黒沢かずこ、森香澄、ゆうちゃみ                                                   | |
| 8  | 05月21日 | 川西拓実（JO1）             | においの悩み                               | 大家志津香、黒沢かずこ、森香澄                                                   | |
| 9  | 05月28日 | リリー（見取り図）          | 生理の悩み                                 | バービー、丸山桂里奈、和田彩花                                                   | |
| 10 | 06月05日 | リリー（見取り図）          | 恋愛できない女たち                         | 須田亜香里、高橋成美、田中美久                                                   | 0:04 - 0:29に放送。 |
| 11 | 06月11日 | 大西流星（なにわ男子）      | 男女のモラハラ                             | 川島海荷、瀧波ユカリ、丸山桂里奈                                                 | |
| 12 | 06月18日 | 大西流星（なにわ男子）      | 女性に年齢聞くの失礼?                      | 朝日奈央、川島海荷、瀧波ユカリ                                                   | |
| 13 | 06月25日 | 西洸人（INI）               | 推し活の闇                                 | 犬山紙子、オカリナ（おかずクラブ）、ナヲ（マキシマム ザ ホルモン）               | |
| 14 | 07月09日 | 西洸人（INI）               | ハラスメント疲れ                           | 犬山紙子、島崎遥香、鈴木亜美                                                     | |
| 15 | 07月16日 | 長谷川忍（シソンヌ）        | トイレの悩み                               | オカリナ（おかずクラブ）、島崎遥香、ナヲ（マキシマム ザ ホルモン）               | |
| 16 | 07月24日 | 長谷川忍（シソンヌ）        | スピリチュアルの沼                         | 佐々木彩夏（ももいろクローバーZ）、中田花奈、バービー                            | 0:09 - 0:34に放送。 |
| 17 | 08月07日 | 杉浦太陽                    | 帰省ブルー                                 | 大家志津香、高橋愛、吉田明世                                                     | 0:09 - 0:34に放送。 |
| 18 | 08月13日 | 片寄涼太（GENERATIONS）     | 承認欲求                                   | 宇野実彩子（AAA）、野々村友紀子、ゆめぽて                                        | |
| 19 | 08月20日 | 片寄涼太（GENERATIONS）     | 何でもカテゴライズ時代                     | 宇野実彩子（AAA）、高橋愛、ゆめぽて                                              | |
| 20 | 08月27日 | 杉浦太陽                    | 妊娠・出産のリアル                         | 野々村友紀子、peco、吉田明世                                                     | |
| 21 | 09月03日 | リリー（見取り図） 渡辺裕太 | 性教育・生理 〜今知っておくべき2大テーマ〜 | SHELLY、バービー（フォーリンラブ）、益若つばさ、丸山桂里奈、ゆうちゃみ、和田彩花 | |
| 22 | 09月10日 | 前田公輝                    | ルッキズムの呪い                           | SHELLY、すみれ、瀧波ユカリ                                                       | |
| 23 | 09月17日 | 関口メンディー              | 30代以降の恋愛の悩み                       | 佐藤仁美、紅しょうが（稲田美紀・熊元プロレス）、最上もが                         | |
| 24 | 09月24日 | 関口メンディー              | メンタルヘルス                             | すみれ、瀧波ユカリ、最上もが                                                     | |
| 25 | 10月01日 | 前田公輝                    | 性的同意                                   | SHELLY、藤田ニコル、森香澄                                                       | |
| 26 | 10月08日 | 小島健（Aぇ!group）         | リセット症候群                             | 岡田結実、島崎遥香、松浦志穂                                                     | |
| 27 | 10月15日 | 小島健（Aぇ!group）         | 令和の新人種                               | 岡田結実、柏木由紀、草野華余子                                                   | |
| 28 | 10月22日 | 一ノ瀬颯                    | 女性によるセクハラ                         | 草野華余子、松浦志穂（スパイク）、真飛聖                                         | |
| 29 | 10月29日 | 一ノ瀬颯                    | お肌の悩み                                 | 島崎遥香、真飛聖、重盛さと美                                                     | テレビ大分およびテレビ宮崎はフジテレビ制作の「SMBC日本シリーズ2024・第3戦」の中継延長のため、翌30日の放送となり、前者は80分繰り下げ（1:14 - 1:44）、後者は15＋85分繰り下げ（1:34 - 2:04）。 |
| 30 | 11月06日 | 尾上右近                    | 過剰ダイエット                             | AYA、大家志津香、兒玉遥、西山茉希                                                | 0:04 - 0:29に放送。 |
| 31 | 11月12日 | 尾上右近                    | SNS誹謗中傷                                | 柏木由紀、兒玉遥、西山茉希                                                       | |
| 32 | 11月19日 | 竹財輝之助                  | 令和のネオ不倫                             | 菊地亜美、バービー、ヒグチアイ                                                   | |
| 33 | 11月26日 | 竹財輝之助                  | 不妊治療のリアル①                          | キンタロー。、杉山愛、バービー、安田美沙子                                       | |
| 34 | 12月03日 | 竹財輝之助                  | 不妊治療のリアル②                          | キンタロー。、杉山愛、バービー、安田美沙子                                       | |
| 35 | 12月10日 | 和田正人                    | 日常に潜むジェンダーバイアス               | 犬山紙子、辻愛沙子、peco、和田彩花                                               | |
| 36 | 12月17日 | 和田正人                    | 視聴者お悩み相談                           | 犬山紙子、早見あかり、peco                                                       | |

#### 2025年
| 回 | 放送日時 | 男性ゲスト                               | テーマ                     | 女性ゲスト                                                         | 備考 |
| -- | -------- | ---------------------------------------- | -------------------------- | ------------------------------------------------------------------ | --- |
| 37 | 01月07日 | 矢本悠馬                                 | 選択的おひとり様           | さくらまや、島崎遥香、宮脇花綸                                     | |
| 38 | 01月14日 | 矢本悠馬                                 | 女性ホルモンとの付き合い方 | 友利新、早見あかり、和田彩花                                       | |
| 39 | 01月21日 | 吉野北人（THE RAMPAGE from EXILE TRIBE） | 話題の嫌知らず             | 佐野ひなこ、原田ちあき、前川裕奈、山名裕子                         | |
| 40 | 01月28日 | 吉野北人（THE RAMPAGE from EXILE TRIBE） | 女性の危機管理&変質者対策  | 譜久村聖、矢沢心、吉田明世                                         | |
| 41 | 02月04日 | 浅利陽介                                 | 婦人科系の病気             | 休井美郷、鈴木砂羽、三輪綾子（婦人科医）、矢沢心                   | |
| 42 | 02月11日 | 浅利陽介                                 | エイジズム/年齢の差別      | 近藤サト、譜久村聖、前川裕奈                                       | |
| 43 | 02月18日 | 犬飼貴丈                                 | ADHD                       | 沖田×華、小島慶子、鳥居みゆき                                      | |
| 44 | 02月25日 | 犬飼貴丈                                 | アレルギー                 | 小島慶子、千貫祐子（皮膚科医）、堀未央奈、LiLiCo                   | |
| 45 | 03月04日 | 綱啓永                                   | フェミニズムって何?        | 瀧波ユカリ、山崎怜奈、LiLiCo                                       | |
| 46 | 03月12日 | 綱啓永                                   | 芸能界の働き方改革         | 夏菜、ヒコロヒー、山崎怜奈                                         | 0:09 - 0:34に放送。 |
| 47 | 03月19日 | 長尾謙杜（なにわ男子）                   | 人に言えない変な癖         | あの、大家志津香、でか美ちゃん                                     | 1:09 - 1:34に放送。 |
| 48 | 03月26日 | 長尾謙杜（なにわ男子）                   | 不登校                     | あの、須藤理彩、最上もが、吉木りさ                                 | |
| 49 | 04月08日 | 小山慶一郎                               | ワンオペ育児               | 大島由香里、小倉優子、須藤理彩、最上もが                           | |
| 50 | 04月15日 | 小山慶一郎                               | 自律神経の乱れ             | 大家志津香、姫野友美（心療内科医）、松本莉緒、丸岡いずみ           | |
| 51 | 04月22日 | ユージ                                   | 性教育の重要性             | 犬山紙子、SHELLY、鈴木えみ、バービー                               | |
| 52 | 04月29日 | 三宅健                                   | 睡眠の悩み                 | 重盛さとみ、なえなの、安田美沙子、柳原万里子（睡眠専門医）         | |
| 53 | 05月06日 | ユージ                                   | 女性の防災対策             | 犬山紙子、SHELLY、鈴木えみ、安田美沙子                             | |
| 54 | 05月13日 | 三宅健                                   | 腸活の落とし穴             | 石原新菜（内科医）、川村エミコ（たんぽぽ）、重盛さと美、なえなの   | |
| 55 | 05月20日 | 本並健治                                 | 高齢出産                   | 菊川怜、鈴木亜美、橋本マナミ、山崎ケイ（相席スタート）             | |
| 56 | 05月27日 | 本並健治                                 | 子どもの防犯対策           | 清永奈穂（教育学博士）、田中理恵、枡田絵理奈、peco                 | |
| 57 | 06月04日 | HARUA（&TEAM）                           | 頭痛の悩み                 | 五十嵐久佳、加藤夏希、高橋真麻、雛形あきこ                         | 当初は0:09 - 0:34の予定だったが、前日に亡くなられた長嶋茂雄の訃報が入ったため、0:24 - 0:49の放送となった。                             |
| 58 | 06月10日 | HARUA（&TEAM）                           | 一人っ子の悩み             | 黒沢かずこ、高橋真麻、枡田絵理奈、山崎ケイ                         | |
| 59 | 06月17日 | 田中卓志（アンガールズ）                 | 令和の婚活                 | 荒木直美（婚活コーディネーター）、川村エミコ（たんぽぽ）、鈴木奈々 | |
| 60 | 06月24日 | 田中卓志（アンガールズ）                 | 生理の歴史                 | CRAZY COCO、杉原杏璃、田中ひかる（社会学者）、バービー             | |
| 61 | 07月01日 | 上田竜也                                 | 不安症                     | 杉原杏璃、姫野友美（心療内科医）、星野真里、ゆめちゃん             | |
| 62 | 07月08日 | 上田竜也                                 | 視聴者からのお悩み相談SP   | バービー、peco                                                     | |
| 63 | 07月15日 | 佐野雄大（INI）                          | 選択的夫婦別姓             | 犬山紙子、IMALU、三輪記子、LiLiCo                                  | |
| 64 | 07月22日 | 佐野雄大（INI）                          | 貧血の悩み                 | IMALU、濱木珠恵、みりちゃむ                                        | |
| 65 | 07月29日 | 藤原大祐                                 | スマホ依存                 | 大島由香里、なえなの、中川翔子                                     | |
| 66 | 08月05日 | 藤原大祐                                 | アダルトチルドレン         | 高橋成美、なえなの、中川翔子、山名裕子（公認心理師）               | |
| 67 | 08月13日 | 那須雄登（ACEes）                        | 美容疲れ                   | 久代萌美、住吉美紀、辻愛沙子、益若つばさ                           | 当初は本来の時間帯で放送予定だったが、先日の訃報特番にともなう振替放送の影響による『news zero』の時間拡大で0:09 - 0:34の放送となった。 |
| 68 | 08月19日 | 那須雄登（ACEes）                        | HSP（繊細さん）            | 磯山さやか、住吉美紀、武田友紀（HSP専門カウンセラー）、箭内夢菜    | |
| 69 | 08月26日 | 加藤清史郎                               | 夏の冷え症                 | 磯山さやか、笹田亜麻子、バービー、箭内夢菜                         | |

### ネット局
| 放送対象地域   | 放送局                    | 系列                                         | 放送日時                     | ネット状況 | 備考     |
| -------------- | ------------------------- | -------------------------------------------- | ---------------------------- | ---------- | -------- |
| 関東広域圏     | 日本テレビ（NTV）         | 日本テレビ系列                               | 火曜 23:59 - 0:24            | 制作局     |          |
| 北海道         | 札幌テレビ（STV）         | 日本テレビ系列                               | 火曜 23:59 - 0:24            | 同時ネット |          |
| 青森県         | 青森放送（RAB）           | 日本テレビ系列                               | 火曜 23:59 - 0:24            | 同時ネット |          |
| 岩手県         | テレビ岩手（TVI）         | 日本テレビ系列                               | 火曜 23:59 - 0:24            | 同時ネット |          |
| 宮城県         | ミヤギテレビ（MMT）       | 日本テレビ系列                               | 火曜 23:59 - 0:24            | 同時ネット |          |
| 秋田県         | 秋田放送（ABS）           | 日本テレビ系列                               | 火曜 23:59 - 0:24            | 同時ネット |          |
| 山形県         | 山形放送（YBC）           | 日本テレビ系列                               | 火曜 23:59 - 0:24            | 同時ネット |          |
| 福島県         | 福島中央テレビ（FCT）     | 日本テレビ系列                               | 火曜 23:59 - 0:24            | 同時ネット |          |
| 山梨県         | 山梨放送（YBS）           | 日本テレビ系列                               | 火曜 23:59 - 0:24            | 同時ネット |          |
| 新潟県         | テレビ新潟（TeNY）        | 日本テレビ系列                               | 火曜 23:59 - 0:24            | 同時ネット |          |
| 長野県         | テレビ信州（TSB）         | 日本テレビ系列                               | 火曜 23:59 - 0:24            | 同時ネット |          |
| 静岡県         | 静岡第一テレビ（SDT）     | 日本テレビ系列                               | 火曜 23:59 - 0:24            | 同時ネット |          |
| 富山県         | 北日本放送（KNB）         | 日本テレビ系列                               | 火曜 23:59 - 0:24            | 同時ネット |          |
| 石川県         | テレビ金沢（KTK）         | 日本テレビ系列                               | 火曜 23:59 - 0:24            | 同時ネット |          |
| 福井県         | 福井放送（FBC）           | 日本テレビ系列                               | 火曜 23:59 - 0:24            | 同時ネット | [ 注 3 ] |
| 中京広域圏     | 中京テレビ（CTV）         | 日本テレビ系列                               | 火曜 23:59 - 0:24            | 同時ネット |          |
| 近畿広域圏     | 読売テレビ（ytv）         | 日本テレビ系列                               | 火曜 23:59 - 0:24            | 同時ネット |          |
| 鳥取県・島根県 | 日本海テレビ（NKT）       | 日本テレビ系列                               | 火曜 23:59 - 0:24            | 同時ネット |          |
| 広島県         | 広島テレビ（HTV）         | 日本テレビ系列                               | 火曜 23:59 - 0:24            | 同時ネット |          |
| 山口県         | 山口放送（KRY）           | 日本テレビ系列                               | 火曜 23:59 - 0:24            | 同時ネット |          |
| 徳島県         | 四国放送（JRT）           | 日本テレビ系列                               | 火曜 23:59 - 0:24            | 同時ネット |          |
| 香川県・岡山県 | 西日本放送（RNC）         | 日本テレビ系列                               | 火曜 23:59 - 0:24            | 同時ネット |          |
| 愛媛県         | 南海放送（RNB）           | 日本テレビ系列                               | 火曜 23:59 - 0:24            | 同時ネット |          |
| 高知県         | 高知放送（RKC）           | 日本テレビ系列                               | 火曜 23:59 - 0:24            | 同時ネット |          |
| 福岡県         | 福岡放送（FBS）           | 日本テレビ系列                               | 火曜 23:59 - 0:24            | 同時ネット |          |
| 長崎県         | 長崎国際テレビ（NIB）     | 日本テレビ系列                               | 火曜 23:59 - 0:24            | 同時ネット |          |
| 熊本県         | くまもと県民テレビ（KKT） | 日本テレビ系列                               | 火曜 23:59 - 0:24            | 同時ネット |          |
| 鹿児島県       | 鹿児島読売テレビ（KYT）   | 日本テレビ系列                               | 火曜 23:59 - 0:24            | 同時ネット |          |
| 大分県         | テレビ大分（TOS）         | 日本テレビ系列 フジテレビ系列                | 火曜 23:59 - 0:24            | 同時ネット |          |
| 宮崎県         | テレビ宮崎（UMK）         | フジテレビ系列 日本テレビ系列 テレビ朝日系列 | 火曜 23:59 - 0:24            | 同時ネット |          |
| 沖縄県         | 沖縄テレビ（OTV）         | フジテレビ系列                               | 土曜 0:50 - 1:20（金曜深夜） | 遅れネット |          |

### スタッフ
- 演出：前川瞳美
- ナレーター：森富美（日本テレビアナウンサー）
- 構成：一場麻美、浅井哲郎
- TM：岡田直紀（2024年6月11日 - ）
- SW：星勇次【週替り】
- SW/CAM：荻野祐也【週替り、回によって異なる】
- CAM：片山雄斗【週替り】
- MIX：中野裕介、滝口祐造【週替り】
- VE：北岡大輔、三崎美貴【週替り】
- 照明：加藤恵介、仲野貴信、池長正宏【週替り】
- TK：山沢啓子
- 音効：岡田淳一、龍尾希実（龍尾→以前は週替り）
- EED：小林息吹、大村恒裕、田代陸、坪野洋季、大西真央、長野紘也、高木宏輔（共にヌーベルアージュ）【週替り】
- MA：安河内隆文（ヌーベルアージュ）
- CG：森三平
- 美術プロデューサー：山本澄子
- 美術デザイン：北村春美
- 協力：NiTRO、日テレアート
- リサーチ：田村沙紀
- 制作進行：小松正樹
- デスク：西端薫
- ディレクター：山嶋将義、温井里恵、大村実穂、岡部知穂、中尾煕子、鈴嶋直子、細川祐子、島本理緒、吉田稔、田畑紗耶香、岩井香奈依、渡辺梢子、高取瑞紀、大森千代美、川村優華/千葉美早季、蛇沼美夕、宮﨑日菜子、松村美咲、相澤真波、澤田帆乃佳、花木彩香、佐藤望空、明賀花音、渡辺幸穂、北浦実歩、深津明亜、近藤桃加、笹本彩香、若林秋葉、新田花胡、江藤さやか、青柳里海、西川なつみ【週替り】
- プロデューサー：國谷茉莉、松島美由紀【毎週】、土屋翔太、植木風佳、持田順也、黒川こず枝、村田聡子、興石将大、今野舞紀、名護谷瑞貴、今井真木子/佐藤絵理、田中麻里菜、谷口心、大沢陽香【週替り】
- チーフプロデューサー：石村修司（2024年6月4日 - ）
- 制作協力：創輝、neo、passion
- 製作著作：日テレ

#### 過去のスタッフ
- TM：上野豊（2024年4月2日 - 6月4日）
- SW：望月達史【週替り】
- VE：佐々木謙太【週替り】
- MA：平山達也（ヌーベルアージュ）【週替り】
- 協力：ミジェット
- リサーチ：今井紳介
- ディレクター：井上梓【週替り】
- チーフプロデューサー：倉田忠明（2024年4月2日 - 5月28日）